# Tipula katmaiensis
Tipula katmaiensis är en tvåvingeart som beskrevs av Alexander 1920. Tipula katmaiensis ingår i släktet Tipula och familjen storharkrankar. Inga underarter finns listade i Catalogue of Life.